# پودولی (ناحیه وستین)
پودولی (به چکی: Podolí) یک منطقهٔ مسکونی در جمهوری چک است که در ناحیه وستین واقع شده‌است. پودولی ۵٫۷۵ کیلومتر مربع مساحت و ۲۴۸ نفر جمعیت دارد و ۴۴۰ متر بالاتر از سطح دریا واقع شده‌است.